# Thomas Fannon
Thomas Fannon (Birmingham, 20 maggio 1998) è un nuotatore irlandese, specializzato nello stile libero.

## Biografia
Nato a Birmingham, ha gareggiato per la Gran Bretagna e per l'Inghilterra prima di ottenere la nazionalità irlandese nel 2021.
Detiene il record nazionale irlandese nei 50 m sl ottenuto in semifinale alle Olimpiadi di Parigi 2024

## Palmarès
| Anno | Manifestazione    | Sede             | Evento | Risultato | Prestazione | Note |
| ---- | ----------------- | ---------------- | ------ | --------- | ----------- | ---- |
| 2016 | Europei giovanili | Hódmezővásárhely | 50m sl | Bronzo    | 22"30       |      |